# 가미혼고역
가미혼고역(일본어: 上本郷駅)은 일본 지바현 마쓰도시에 있는 신케이세이 전철 신케이세이선의 역이다. 역 번호는 SL02이다.

## 역 구조
섬식 승강장 1면 2선의 교상역. 과거는 구내 건널목이 있었지만 교상역사화로 폐지되었다.
역 빌딩 안에는 "신케이세이 철도 모형관"이 있었지만 2012년 4월 8일에 폐관했다. 22시부터 아침 7시까지는 유인 창구의 영업은 하지 않은 무인역으로 취급되었지만 무인 시간대도 인터폰으로 관리역의 통화가 가능하다.

### 타는 곳
| 번선 | 노선         | 방향 | 행선                                                                             |
| ---- | ------------ | ---- | -------------------------------------------------------------------------------- |
| 1    | 신케이세이선 | 하행 | 야바시라・신카마가야・기타나라시노・신쓰다누마・게이세이쓰다누마・ 게이세이 방면 |
| 2    | 신케이세이선 | 상행 | 마쓰도 행                                                                        |

## 역 주변
- 마쓰도 시립 병원
- 마쓰도 운동 공원

## 역사
- 1955년 4월 21일: 영업 개시.
- 1989년 7월 5일: 교상역사의 기타구치 공용 개시.
- 2013년 8월 1일: 생력화 실시. 창구의 영업 시간은 7 ~ 22시가 되면서 22시 ~ 7시는 무인역으로 처리되었고 여객 대응은 인터폰 등 원격 감시 설비로 실시하게 됨.

## 사진

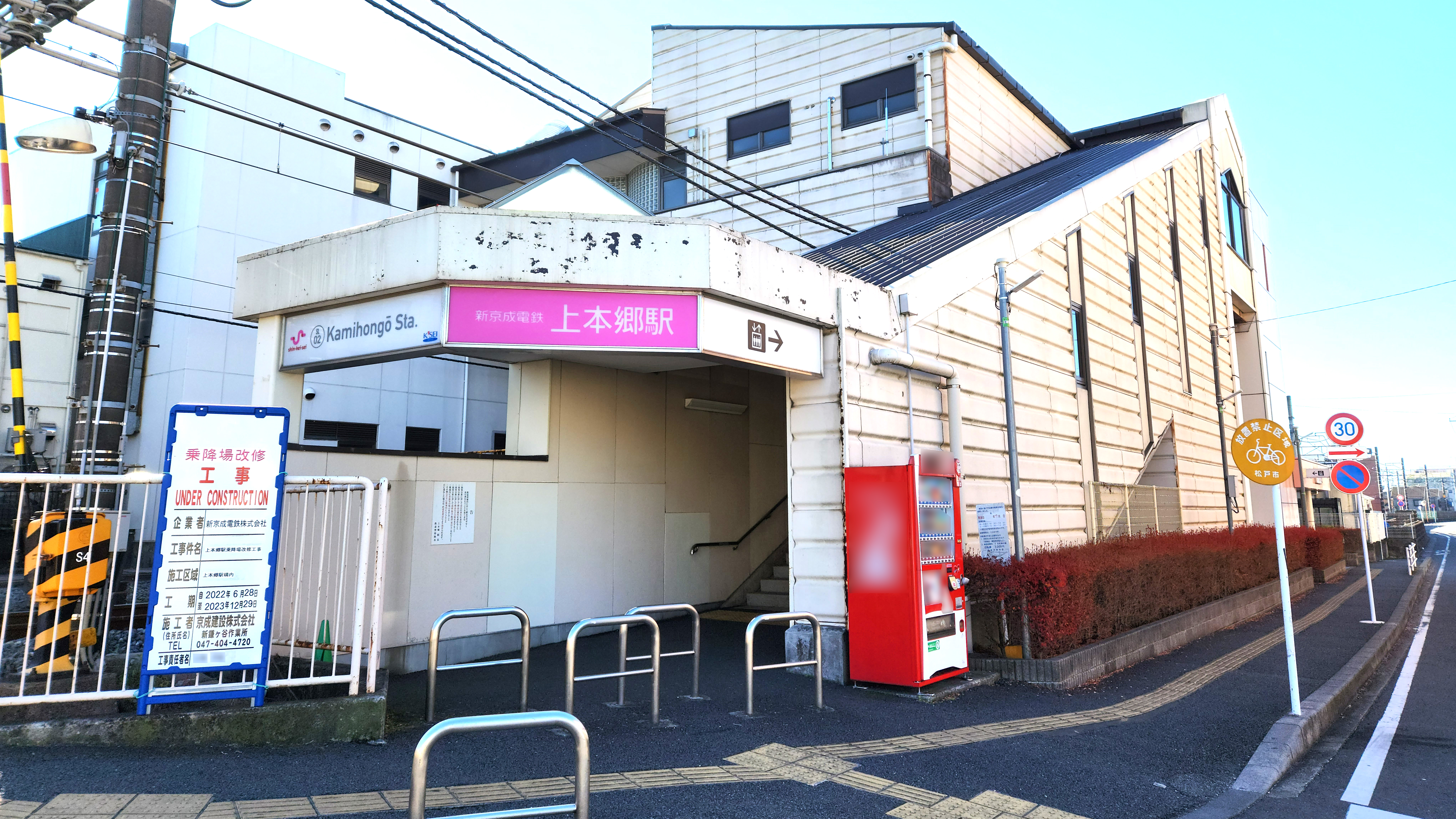
북쪽 출입구(2023년 1월 1일)

## 인접역
| 신케이세이 전철 신케이세이 선 | 신케이세이 전철 신케이세이 선 | 신케이세이 전철 신케이세이 선          |
| ----------------------------- | ----------------------------- | -------------------------------------- |
| SL 01 마쓰도 마쓰도 방면      |                               | 마쓰도신덴 SL 03 게이세이쓰다누마 방면 |